# Nationalpark Sutjeska
Der Nationalpark Sutjeska (bosnisch Nacionalni park Sutjeska) ist der älteste Nationalpark in Bosnien und Herzegowina. Er befindet sich in der Republika Srpska im Südosten des Landes und erstreckt sich im Einzugsgebiet der Sutjeska, eines Nebenflusses der Drina, auf einer Fläche von 175 km². Der Nationalpark liegt etwa 25 km südlich von Foča und 70 km südöstlich von Sarajevo an der montenegrinischen Grenze.
Am Ostrand des Parks befindet sich mit dem 2.386 m hohen Maglić der höchste Gipfel des Landes. Zum Park gehört zudem einer der letzten Urwälder der warmgemäßigten Zone Europas, der Perućica-Urwald. In der zerklüfteten Bergwelt finden sich über 50 m hohe Bäume, unter ihnen die Schwarzkiefer sowie die Buche. Weitere Sehenswürdigkeiten sind etwa der 75 m hohe Wasserfall Skakavac des Flüsschens Perućica und die Schlucht der Sutjeska, die hier die über 2000 m hohen Bergmassive Zelengora im Westen und Maglić sowie Volujak im Osten voneinander trennt. Etwas südlich des Parks entspringt die Neretva, der wichtigste Fluss der Herzegowina.
Zu den im Nationalpark Sutjeska beheimateten Tierarten gehören u. a. Braunbär und Wolf, die hier über ein ausgedehntes Rückzugsgebiet verfügen.
Im Zweiten Weltkrieg war das Gebiet des Parks Schauplatz der Schlacht an der Sutjeska zwischen den jugoslawischen Partisanen und der Wehrmacht, an die heute mehrere Denkmale im Nationalpark erinnern. Die Schlacht wurde im Spielfilm Die fünfte Offensive – Kesselschlacht an der Sutjeska (1972) thematisiert.

## Siedlungen und Infrastruktur
Der Park liegt vollständig auf dem Gebiet der Verbandsgemeinde Foča. Der größte Ort im geschützten Gebiet ist Tjentište, in welchem das Parkzentrum angesiedelt ist. In Tjentište gibt es ein Hotel, einen Campingplatz und einen kleinen Supermarkt. Insgesamt leben etwa 2500 Menschen im Nationalpark.
Die Magistralstraße 20 (Dubrovnik-Foča-Višegrad) durchquert den Nationalpark in der Sutjeska-Schlucht.